# Бжезе (Пйотрковський повіт)
Бжезе (пол. Brzezie) — село в Польщі, у гміні Александрув Пйотрковського повіту Лодзинського воєводства.
Населення — 44 особи (2011).
У 1975-1998 роках село належало до Пйотрковського воєводства.

## Демографія
Демографічна структура станом на 31 березня 2011 року:
|          | Загалом | Допрацездатний вік | Працездатний вік | Постпрацездатний вік |
| -------- | ------- | ------------------ | ---------------- | -------------------- |
| Чоловіки | 22      | 8                  | 14               | 0                    |
| Жінки    | 22      | 2                  | 14               | 6                    |
| Разом    | 44      | 10                 | 28               | 6                    |